# Montelupone
Montelupone è un comune italiano di 3 380 abitanti della provincia di Macerata nelle Marche. Il comune conserva il suo aspetto medievale, caratterizzato dalle mura, le quattro porte d'ingresso e l'originale pavimentazione in pietra.

## Geografia fisica
Il comune di Montelupone sorge sulla cima di un colle, a un'altitudine di 272 metri s.l.m., e si estende per 34 km².
Il territorio è prevalentemente collinare, ad eccezione della frazione di San Firmano che si trova nella zona pianeggiante, dove scorre il fiume Potenza. Montelupone confina, oltre che con Macerata e Recanati, anche con Potenza Picena, Montecosaro e Morrovalle.

## Origini del nome
Esso risale all'epoca romana: Mons Luponis o Mons Lupia, nel tempo si è modificato in "Monte Lupone" fino ad arrivare ad oggi Montelupone.

## Storia
Storia e leggenda caratterizzano le origini di Montelupone. Secondo alcuni studiosi essa sarebbe stata fondata da un compagno di Ercole Libico che, disperdendosi a causa di una tempesta, approdò nella zona del mare Adriatico dove sfocia il fiume Potenza. Così nacquero i centri di Porto Recanati, Recanati, Potenza Picena e Montelupone.
Mentre altri sostengono che questa cittadina abbia origini dalla famiglia romana Lippia: i discendenti, Lippo e Lupo, scelsero questo territorio per costruire le loro ville. Nel corso del tempo sono stati rinvenuti reperti archeologici risalenti al VI secolo a.C., epoca della Civiltà Picena. Ciò conferma il fatto che la zona di Montelupone era abitata ben prima della nascita del Comune. Tra i resti romani possiamo trovare:
- una Stele romana, che si trova in località Cervare, è un manufatto di forma parallelepipeda, altro 7 metri circa, essa costituisce una parte di un monumento funerario;
- grosse rocce di colonne, migliaia di tegole e piccoli dadi in pietra, un cippo di Apollo con monete romane in oro e argento, denari repubblicani;
- scheletri e vasi di terra di colore scuro, collane d'osso, frecce, laterizi, statuine;
- resti di dimore e ville romane, tombe paleocristiane;
- Necropoli in Contrada Castelletta con frammenti di laterizi ed ossa umane;
- fornace romana che misura 2,60 × 3,17 m.

Inoltre questo paese subì l'invasione barbarica dei Visigoti nel 408 e poi quella dei Vandali e Ostrogoti. In seguito, nel 729 iniziò il controllo della Chiesa. Nel 980 circa, grazie alla nobildonna della famiglia Grimaldi, venne realizzato il monastero adiacente all'Abbazia di San Firmano. Per un periodo di tempo ci fu grande sviluppo culturale, infatti il monastero di San Firmano diffuse il suo controllo ad un vasto territorio, che si estendeva oltre gli attuali confini comunali. Tuttavia esso subì le lotte atroci fra le fazioni guelfe e ghibelline, restando attivo fino al XV secolo. Montelupone divenne Comune nel 1150 circa, come testimonia un antico documento; in effetti nel 1202 partecipò alle trattative per la firma della Pace di Polverigi, al fianco di Fermo, contro Ancona e Recanati. Molti personaggi celebri affermarono il loro potere su Montelupone:
- nel 1258 il paese venne conquistato da Percivalle Doria, vicario di Re Manfredi;
- dal 1294 si susseguirono Tebaldo Mainetti e il Chiavelli;
- nel XIII secolo si costituirono alleanze tra Comuni sia per questioni territoriali e richieste di autonomia sia per rafforzare le proteste contro le tassazioni. Nel 1353 si stabilì nel paese Fra Moriale che depredò e saccheggiò i centri marchigiani limitrofi;
- nel 1363 ci fu Pierfrancesco di Brancaleone, signore di Casteldurante (Urbania);
- dal 1407 dominarono i Malatesta di Rimini e restarono al potere finché Francesco Sforza conquistò Montelupone (1433-1447).

Questo paese rimase sotto la sovranità del vescovo di Pausola e quindi di Fermo fino all'elezione, nel 1585, di Papa Sisto V. L'anno dopo, egli fondò la nuova Diocesi di Loreto, nel quale volle includere anche Montelupone in segno di devozione verso la Vergine e riconoscenza nei confronti della comunità francescana locale, della nobiltà e del popolo. In generale il Seicento e Settecento furono secoli difficili, caratterizzati da disuguaglianze sociali profonde e numerose calamità naturali (terremoti, carestie, temporali, grandinate). Nel 1798, con la prima soppressione degli ordini religiosi e la confisca delle opere d'arte da parte dell'esercito di Napoleone, la cittadina ebbe il privilegio di ospitare la famiglia Leopardi di Recanati, in fuga dalla propria città; proprio in questo anno nacque il famoso poeta Giacomo Leopardi. Nell'Ottocento la storia di Montelupone si intreccia con quella dello Stato Pontificio, di cui faceva parte, subendo e partecipando ai processi che condussero all'Unità d'Italia. Per di più le popolazioni maceratesi, in seguito al Congresso di Vienna, presero parte alle varie cospirazioni. In particolare Montelupone fu sede di uno dei primi focolai della Carboneria: si svolsero delle riunioni nel palazzo Basvecchi (poi Emiliani) tra cospiratori marchigiani e romagnoli. Alla fine prepararono un'imminente rivolta che avrebbe dovuto effettuarsi a Macerata nella notte del 24-25 giugno del 1817, ma la polizia soffocò questo tentativo rivoluzionario e furono arrestate numerose persone. Nel 1860 le truppe francesi dei generali Lamoricière e De Pimodan da Roma, in marcia per fermare l'avanzata piemontese, sostarono a Montelupone prima di muovere all'ultima disfatta di Castelfidardo. Quest'ultima si concluse con la vittoria piemontese e perciò segnò l'annessione delle Marche al Regno di Sardegna, ossia l'unificazione dell'Italia. Nel 1861 l'economia monteluponese poggiava essenzialmente su un'agricoltura dominata da aziende a conduzione diretta e mezzadrile, conobbe poi uno sviluppo demografico fino ai primi anni del Novecento. Durante la Prima Guerra Mondiale era attivo un Comitato di Mobilitazione Civile, vi era una piccola fabbrica di proiettili e alcuni lavoranti confezionavano divise per i soldati. Il periodo tra le due guerre fu contrassegnato da una profonda crisi economica e sociale. Nel corso della Seconda Guerra Mondiale, Montelupone fu colpita da una bomba e in aggiunta nel 1944, un battaglione di militari tedeschi effettuò un rastrellamento su tutto il territorio comunale. Come se non bastasse, il paese fu occupato dalle truppe tedesche che, in ritirata dinanzi l'avanzare degli alleati, colpirono la Chiesa di Santa Chiara. Per finire il Comune di Montelupone venne liberato il 30 giugno 1944 dagli alleati polacchi.

### Simboli

Versione aulica dello stemma civico

Nello stemma è rappresentato un lupo rampante che sovrasta sei colli, ha una zampa che poggia sull'ultimo colle e l'altra a terra. Nel gonfalone municipale, lo stemma si trova al centro di un drappo partito di rosso e di giallo. Lo stemma appartiene forse all'antica nobile famiglia dei Luponi di Fermo, che dovevano essere proprietari di terre situate tra il Chienti e Potenza. Inoltre tale stemma risale al 787, quindi al primo Lupo conte o duca di Fermo.

## Monumenti e luoghi d'interesse

### Architetture religiose
- Abbazia di San Firmano: chiesa millenaria in stile romanico-bizantino; nella cripta è custodita la statua in terracotta del Santo del XV secolo. Risale al XIII secolo ed apparteneva ad un'abbazia Benedettina, a tre navate con psbiterio sopraelevato e tre absidi.[6]
- Chiesa di San Francesco (Montelupone): costruita nel XIII, presenta l'esterno in stile romanico e l'interno tardo barocco, inoltre essa custodisce molte opere d'arte.
- Chiesa di Santa Chiara (XV-XVIII): chiusa al pubblico dopo il terremoto del 2016, preserva al suo interno una pala dell'altare maggiore, raffigurante una Madonna con Bambino e santi firmata dal pittore messinese Onofrio Gabrieli e una copia dell’Annunciazione di Federico Barocci, già presente nella cappella dei duchi di Urbino presso il Santuario di Loreto[7]
- Chiesa Collegiata dei Santi Pietro e Paolo: all'interno è una pala di Antonio Liberi da Faenza raffigurante la Madonna col Bambino e i Santi Pietro e Paolo, già alltar maggiore ed oggi alla parete destra, datato 1516.[8]

### Architetture civili
Tra i monumenti più importanti troviamo:
- Palazzo Comunale: si affaccia sulla piazza, sorge una struttura medievale e venne riedificato durante l'epoca napoleonica; durante il XIX secolo è stato oggetto di vari interventi per mano dell'architetto Ireneo Aleandri. In origine era senza loggiato, di stile neoclassicheggiante, con il vestibolo in comune con il teatro comunale; sul lato destro del loggiato vi erano le carceri napoleoniche. Al centro del palazzo si può notare il balcone con la ringhiera in ferro battuto, recante lo stemma del Comune risalente alla seconda metà del XIX secolo. Inoltre sulle colonne del loggiato si trovano tre lapidi che celebrano Vittorio Emanuele II, Giuseppe Garibaldi e L'Unità con riferimento al moto rivoluzionario del 1817. Nell'atrio si possono notare delle lapidi: la prima è dedicata al condottiero Isidoro de Vecchiotti, la seconda ricorda il cardinale Flavio Chigi, la terza a il Conte Flavio; poi ve ne sono altre due, una celebra Padre Clemente Benedettucci e l'altra Pietro Giovagnetti (patriota garibaldino). Nel piano nobile sono presenti nel soffitto di alcune sale, oltre che motivi decorativi con lo stemma di Montelupone, anche medaglioni incorniciati da grifoni e foglie d'acanto raffiguranti un paesaggio cittadino all'alba, uno lacustre a mezzogiorno, un altro di campagna di pomeriggio e infine uno di cittadino di sera. La sala del Consiglio Comunale è caratterizzata da decorazioni floreali in stucco sulle pareti e soffitto, esse sono inserite tra festoni e lesene scanalate, con capitello corinzio avente al centro lo stemma del Comune.
- Palazzo dei Priori e Torre Civica (XIV secolo).
- Teatro Nicola degli Angeli.

Nel Comune di Montelupone sono presenti vari palazzi gentilizi che testimoniano l'antica gloria del patriziato locale e che custodiscono all'interno preziose decorazioni pittoriche. 
- Palazzo Emiliani (Basvecchi): edificio settecentesco a pianta rettangolare, sulla facciata si può notare la cornice marcapiano; al suo interno conserva il ciclo di pitture "le quattro stagioni" di Biagio Biagetti: l'insieme della decorazione è chiamata anche "la storia del pane" e rappresenta la vita campestre marchigiana immersa nella pace e armonia. I quattro quadri non sono esattamente l'uno la continuazione dell'altro, questo è dovuto sia per la disposizione sulle pareti della sala, che per la differenza d'ambiente e colore; quindi il collante di queste opere è l'elemento umano, cioè l'uomo di campagna che costituisce il cardine dell'economia regionale e nazionale. Inoltre questo palazzo è di notevole interesse storico perché ospitò una delle prime "vendite" carbonare, come infatti testimonia la lapide posta sulla facciata dell'edificio. Infine le truppe francesi stabilirono qui il quartier generale, prima della Battaglia di Castelfidardo.
- Palazzo Calcaterra (secoli XIV-XVIII): di origine medievale, era adibito a convento con un chiostro interno, che anticamente comunicava con la Chiesa adiacente. In seguito venne modificata la parte nord nel Settecento.
- Palazzo Tomassini (XIV-XVIII secolo): in un primo momento il palazzo apparteneva alla famiglia Cesari; è stato quindi dimora di Luca Cesari fino al 1664 e poi egli lo donò alla famiglia Tomassini. Subì una trasformazione tra il 1813 e il 1816, su disegno dell'architetto Giuseppe Valadier con l'aiuto di Antonio Mollari. L'edificio venne sopraelevato di un piano e restaurato completamente in stile neoclassico. Si possono ammirare l'atrio con lo stemma della famiglia dipinto sul soffitto e lo spazioso scalone caratterizzato da colonne doriche.
- Palazzo Tomassini - Barbarossa (XIV-XVIII secolo): costruito da Ignazio Tomassini nel 1645, è stata la residenza della famiglia Tomassini fin dal XV secolo, poi passò in eredità a Carlo Tomassini Barbarossa nel 1799, famiglia nobilitata con il titolo di conti di Montenovo. L'edificio presentava un marcapiano in cotto all'altezza dei parapetti delle finestre e l'ingresso si trovava in un cortile anteriore; nel corso dell'Ottocento sono stati realizzati interventi di superfetazione come la costruzione dei ripostigli nel cortile anteriore e di una loggetta in quello posteriore, in più è stato creato un nuovo portone d'ingresso. L'abitazione si sviluppa su due piani, con decorazioni sui soffitti delle stanze e una biblioteca al primo piano.
- Palazzo Galantara: edificio del Settecento, dimora della famiglia omonima bolognese, commendataria dell'abbazia di San Firmano; nel palazzo è nato il 18 ottobre 1864 Gabriele Galantara, detto Ratalanga, caricaturista, giornalista e pittore.
- Palazzo Chigi-Celsi-De Santis (XIV-XVIII secolo): all'inizio di proprietà della Comunità Benedettina di San Firmano, adibito a residenza invernale dei monaci e quella estiva del commendatario dell'Abbazia, Cardinale Flavio Chigi (nipote di Papa Alessandro VII); al suo interno si possono vedere decori d'epoca e cicli pittorici sacri.
- Palazzo Giachini (XV-XVIII secolo): tipico edificio nobiliare ricostruito nell'Ottocento su una costruzione medievale, al suo interno si trova un giardino vicino al parapetto murario, mentre sul portale d'ingresso è presente un mascherone con temi floreali.
- Palazzo Narcisi - Magner (XVIII secolo): edificio gentilizio che conserva cunicoli sotterranei che si snodano per decine di metri in profondità e lunghezza, formando un collegamento con tutti gli edifici religiosi e nobiliari del paese; è stata dimora della famiglia Magner.

### Architetture militari
Il paese è stato costruito partendo da un nucleo centrale aggiungendo mano a mano ampliamenti detti a "veli di cipolla".
- Cinta muraria: percorre tutto il perimetro del centro storico per circa 1 000 metri di lunghezza e ha conservato il suo aspetto medievale. anche se alcuni tratti sono stati ricostruiti nei secoli successivi.
- Porta medioevale del Cassero (o anche Castello): è la porta più elevata, risalente al primo nucleo del Cassero; venne ristrutturata nel 1500 e poi nel 1861 sono state realizzate le decorazioni geometriche a sbalzo sulle colonne portanti.
- Porta medioevale del Trebbio: l'intera costruzione è originale, essa è ubicata al trivio di un antico raccordo viario che unisce San Nicolò e San Firmano; l'edificio adiacente era la casa del custode addetto alla sorveglianza del paese.
- Porta medioevale Santo Stefano (o anche Marina, delle Grazie o Fontanella): ricostruita completamente nel 1804 a mattoni con ringhiera, merlatura, cornici in cotto e guglia su porta preesistente; al suo interno, nel Novecento, è stato creato il passaggio che mette in comunicazione palazzo Emiliani e Ricci.
- Porta medioevale Ulpiana (o anche San Michele): il nome deriva dall'imperatore romano Marco Ulpio Traiano; nel Medioevo venne congiunta al castello e vennero costruiti un'apertura carraia, il rivello e il ballatoio. In seguito, fu restaurata nel XVI secolo e modificata nel periodo barocco, quando è stato aggiunto un arco decorativo anteriore, conservando però all'interno un rivellino del XV secolo a puntone. Si può vedere come l'arco ogivale di quest'ultimo sia perfettamente conservato; esso risale al periodo malatestiano, data la notevole frequenza della pianta pentagonale nelle opere di committenza riminese. Inoltre con l'aggiunta dell'arco frontale, l'accesso originario è stato chiuso dall'attuale paramento ed è stata scalpellata la beccatellatura superiore. Per di più sul lato destro, dell'interno della porta, è possibile osservare un'immagine votiva raffigurante la Madonna Addolorata sopra ad una veduta panoramica, che sarebbe l'antico centro storico di Montelupone.
- Torre a puntone: edificata nel XV secolo e di origine riminese, presenta una torre a pianta quadrata che mostra la sua tipicità marchigiana nell'uso del laterizio; da notare, ai suoi lati, due bombardiere e anche il sistema cruciforme di puntamento.
- Roccellino: è una torre merlata di avvistamento, che fa parte dell'antico Cassero, rivolta verso la vallata del fiume Potenza; secondo alcuni documenti del 1525, in questo luogo veniva esposta la reliquia della Santa Croce a protezione della campagna contro la grandine.

### Parchi e giardini
Montelupone presenta anche aree verdi e naturalistiche come:
- Parco Franchi: di 2700 metri quadrati, si trova all'interno le mura e custodisce alberi secolari con il Roccellino; oltre al parco, la struttura comprende il palazzo e case adiacenti che la famiglia Franchi ha donato al Comune.
- Parco Eleuteri: è un parco urbano costruito di recente e al suo interno ospita alcuni impianti per lo sport e il tempo libero; in seguito è stata realizzata un'area attrezzata per il turismo en plein air.
- Giardino delle Api: situato nel Parco Eleuteri, troviamo piante mellifere e arnie comunali che vanno a comporre un percorso alla scoperta del mondo delle api.
- Giardini pubblici: si trovano di fronte Porta Santo Stefano, da qui si può godere di una vista che si estende dal Monte Conero fino all'Appennino umbro-marchigiano; questi giardini sono stati realizzati durante il ventennio fascista e in quell'occasione vennero piantati i pini marittimi che vediamo ancora oggi.
- Giardino del Monumento ai Caduti: è uno dei principali punti panoramici del paese, qui si venne eretto il monumento dedicato ai monteluponesi caduti per la Patria durante la Prima e Seconda Guerra Mondiali e anche la Guerra d'Etiopia.

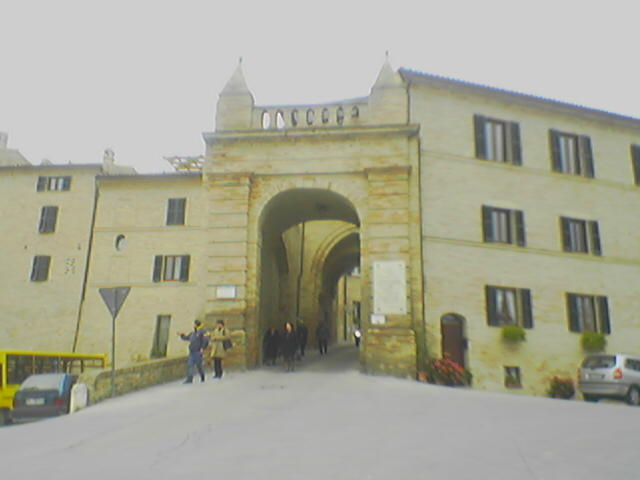
Porta Ulpiana

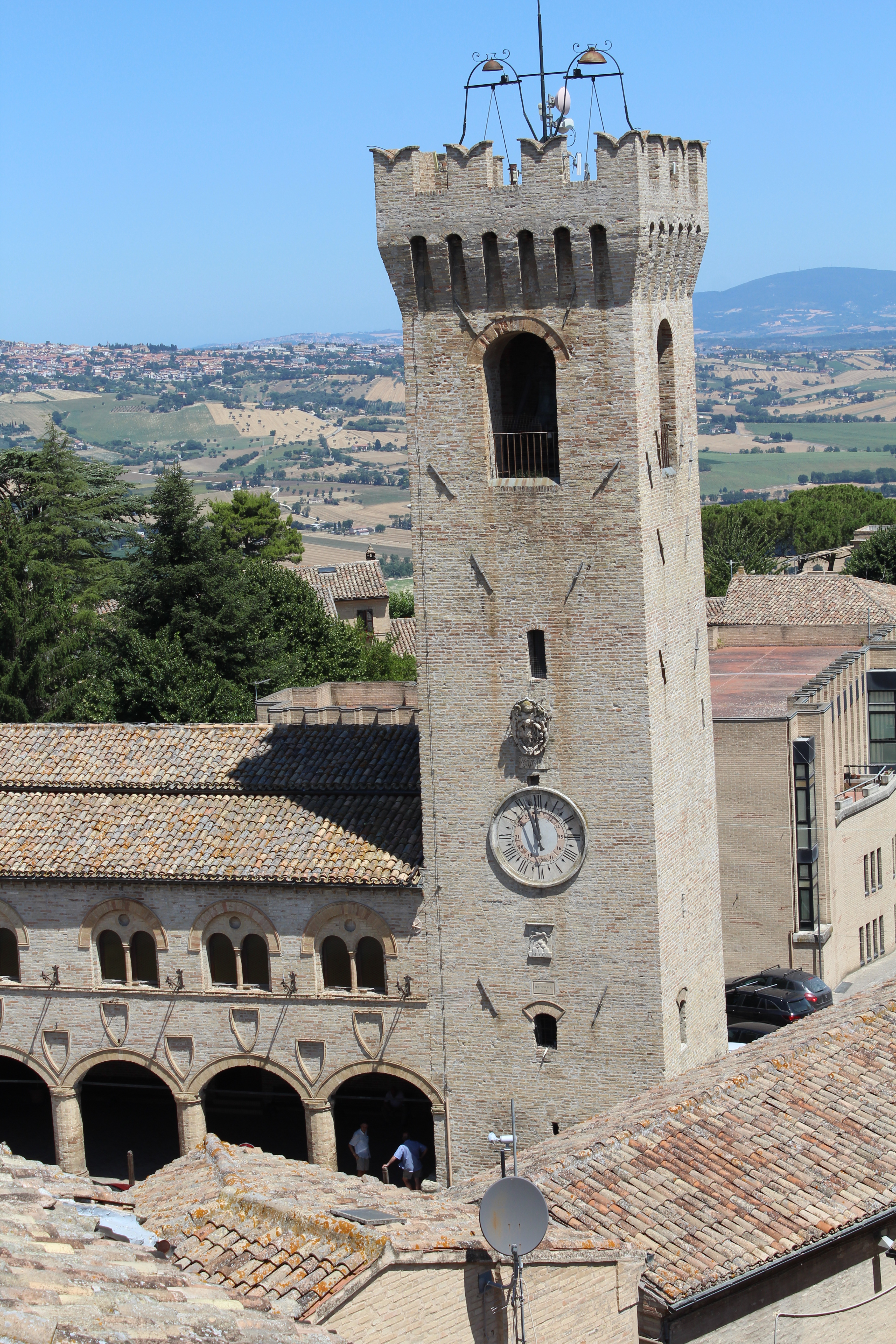
Torre civica di Montelupone

## Società

### Evoluzione demografica
Abitanti censiti

### Riconoscimenti
Montelupone dispone di numerosi riconoscimenti attribuiti da enti e organizzazioni, tra cui:
- Comune Riciclone 2011: un importante riconoscimento di Legambiente che premia Montelupone come primo comune del centro Italia, con popolazione inferiore a 10 000 abitanti, per la raccolta differenziata dei rifiuti[10]
- I borghi più belli d'Italia: circuito di piccoli centri abitati caratterizzati da uno "spiccato interesse storico e artistico"[11]
- Bandiera arancione: riconoscimento del Touring Club Italiano ai piccoli comuni dell'entroterra italiano (massimo 15.000 abitanti) che si distinguono per un'offerta di eccellenza e un'accoglienza di qualità.[12]

Oltretutto Il Comune di Montelupone è gemellato sportivamente con il Comune di Huy in riferimento a due analoghi percorsi in salita di ciclismo detti "muri" : "Muro di Huy" e "Muro di Montelupone". Per questo motivo, in cima al suo Muro, Montelupone ha posto un monumento per celebrare il gemellaggio sportivo con la città vallone. Il monumento è stato poi fatto rimuovere nel 2019 ed al suo posto, nel 2021, l'amministrazione comunale ha fatto posizionare un "monumento al ciclismo" dello scultore locale Pannocchia.
Il termine "Muro di Montelupone" è stato coniato in occasione dell'arrivo in paese della 3ª tappa, Gubbio > Montelupone, della famosa corsa Tirreno-Adriatico il 14 marzo 2008. L'arrivo fu ripetuto anche l'anno successivo il 13 marzo 2009 nella 4ª tappa Foligno > Montelupone.
Esiste inoltre un patto di amicizia tra il comune di Montelupone e la cittadina ceca di Pölnicka nell'ambito dell'iniziativa europea "I comuni d'Europa" dopo che la Repubblica Ceca è entrata a far parte dell'UE.

## Cultura

### Scuole
A Montelupone sono presenti due strutture private che sono:
- il Nido domiciliare "Sarabanda" di Sara Masini;
- Scuola dell'infanzia "Ancelle Sacro Cuore".

Mentre fanno parte dell'Istituto Comprensivo Giacomo Leopardi di Potenza Picena:
- Le Scuole dell'infanzia "Arcobaleno" e quella di San Firmano;
- La Scuola Primaria "Madre Teresa di Calcutta";
- La Scuola Secondaria di Primo grado "Padre Clemente Benedettucci".

### Biblioteche
- Archivio storico: è ora depositato nell'Archivio di Stato di Macerata, raccoglie documenti che vanno dal XII al XX secolo.
- Biblioteca comunale: è situata all'interno della scuola media di Montelupone, ospita circa 10.000 volumi e altri sussidi, con una sezione storica proveniente dall'antico gabinetto di lettura, dalla biblioteca popolare circolante e da fondi privati.
- Biblioteca della Parrocchia dei Santi Pietro e Paolo.

### Musei
- Pinacoteca civica: vi si conservano opere realizzate da artisti quali il fiammingo Ernest Van Schayck, Pier Paolo Jacometti, dipinti di scuola del Lotto. Vi sono poi opere lignee marchigiane, arredi sacri, reperti archeologici di epoca romana e picena. Inoltre opere di artisti monteluponesi contemporanei.
- Museo demo-antropologico d'arti e mestieri antichi: vi sono esposti attrezzi e strumenti di lavoro riferibili agli antichi mestieri artigianali del territorio della fascia medio-collinare marchigiana.
- Museo storico fotografico: si trova presso Palazzo Bordoni e venne inaugurato nel 2008. Il museo raggruppa due collezioni private: la prima è del reporter romano Adriano Andreani e si compone di 700 macchinette fotografiche e cinematografiche, provenienti da tutto il mondo, che risalgono alla metà del XIX secolo fino all'era digitale; invece la seconda, di proprietà del fotografo Vincenzo Marzocchini, comprende 800 fotografie e stampe che ripercorrono le varie tecniche di riproduzione dell'immagine fotografica di prestigiosi maestri italiani e stranieri, anche in relazione al territorio marchigiano e alla società del Novecento.

### Eventi
Tra le feste religiose più importanti troviamo:
- Festa del Patrono San Firmano: Si celebra l'11 marzo di ogni anno, giorno della morte del Santo. Le manifestazioni religiose si susseguono per diversi giorni e culminano con una solenne processione con le reliquie di San Firmano per le vie della frazione. Ciò che rende particolare questa festività è la partecipazione degli studenti delle scuole di Montelupone, infatti i bambini e ragazzi realizzano dei disegni a tema che verranno poi esposti all'interno della Chiesa di San Firmano durante la festa. Nel 1986 è stato celebrato il Millenario dell'arrivo di San Firmano in questa Abbazia con iniziative di grande rilievo, tra le quali un convegno sulle abbazie benedettine della provincia di Macerata e la realizzazione di una guida sul complesso abbaziale.
- Voto alla Madonna: La festa del voto alla Madonna si tiene nel mese di maggio, nella domenica più vicina al giorno 20. Una celebrazione che risale alla siccità che ha colpito il territorio monteluponese ì nel 1893. I cittadini rivolsero le loro preghiere alla Vergine Addolorata, alla quale era stato dedicato un altare laterale della Chiesa Collegiata. Il miracolo avvenne, così la pioggia arrivò, come segno di benevolenza della Madonna. Per questa ragione si "fece voto" di ricordare tale grazia, con celebrazioni liturgiche e processione solenne.

## Economia
Nel territorio monteluponese sono presenti varie aziende industriali conosciute all'interno della provincia; in più sono diffuse nel territorio aziende agricole o vinicole.
Tra le attività economiche più tradizionali, diffuse e attive vi sono quelle artigianali, come la rinomata produzione di articoli per arredamento, in vimini o in midollino.

## Amministrazione

Il gonfalone comunale

In seguito alle Elezioni amministrative dell'8 e 9 giugno 2024, il dott. Rolando Pecora è stato riconfermato per la terza volta consecutiva Sindaco di Montelupone, alla guida di una lista civica di centro-sinistra denominata Bene Comune per Montelupone. Non sono state presentate liste concorrenti. Per il dott. Pecora si tratta della quarta esperienza da primo cittadino del paese (la prima volta risale al 1995).
| Periodo        | Periodo        | Primo cittadino   | Partito      | Carica  | Note   |
| -------------- | -------------- | ----------------- | ------------ | ------- | ------ |
| 23 aprile 1995 | 13 giugno 1999 | Rolando Pecora    | Lista civica | Sindaco | [ 17 ] |
| 13 giugno 1999 | 12 giugno 2004 | Nazareno Agostini | Lista civica | Sindaco | [ 17 ] |
| 12 giugno 2004 | 7 giugno 2009  | Nazareno Agostini | Lista civica | Sindaco | [ 17 ] |
| 7 giugno 2009  | 25 maggio 2014 | Giuseppe Ripani   | Lista civica | Sindaco | [ 17 ] |
| 26 maggio 2014 | 26 maggio 2019 | Rolando Pecora    | Lista civica | Sindaco | [ 17 ] |
| 27 maggio 2019 | 9 giugno 2024  | Rolando Pecora    | Lista civica | Sindaco | [ 17 ] |
| 10 giugno 2024 | in carica      | Rolando Pecora    | Lista civica | Sindaco | [ 17 ] |

### Suddivisione amministrativa
- Frazioni: San Firmano
- Contrade: Aneto/Becerica, Canneggiano, Case Bruciate, Castelletta, Cervare, Colle Forche, Fonte Pianella, Fonterosa, Isola, Montenovo, San Martino, San Matteo, Sant'Agostino Sbarre, Sbarre, Molino

## Sport
Diverse sono le associazioni sportive monteluponesi, tra cui:
- Unione Sportiva Monteluponese
- Società Pallavolo Vittorio Bachelet
- ASD Montelupone C5
- ASD Il Borgo Montelupone
- Motoclub Palazzesi
- Gruppo Podistico AVIS
- Federcaccia
- Ass.ne Motociclistica Montelupone
- Unione Nazionale Veterani dello Sport
- Gruppo Arti Marziali Kokusan Ryu
- Gruppo Ciclistico Emmeci

### Calcio
La squadra di calcio locale è la U.S.D. Monteluponese che ha militato nel campionato regionale di Seconda Categoria fino all’anno sportivo 2022-2023.
Il Montelupone C5 invece disputa il campionato di Serie C1 di calcio a 5.

## Galleria d'immagini

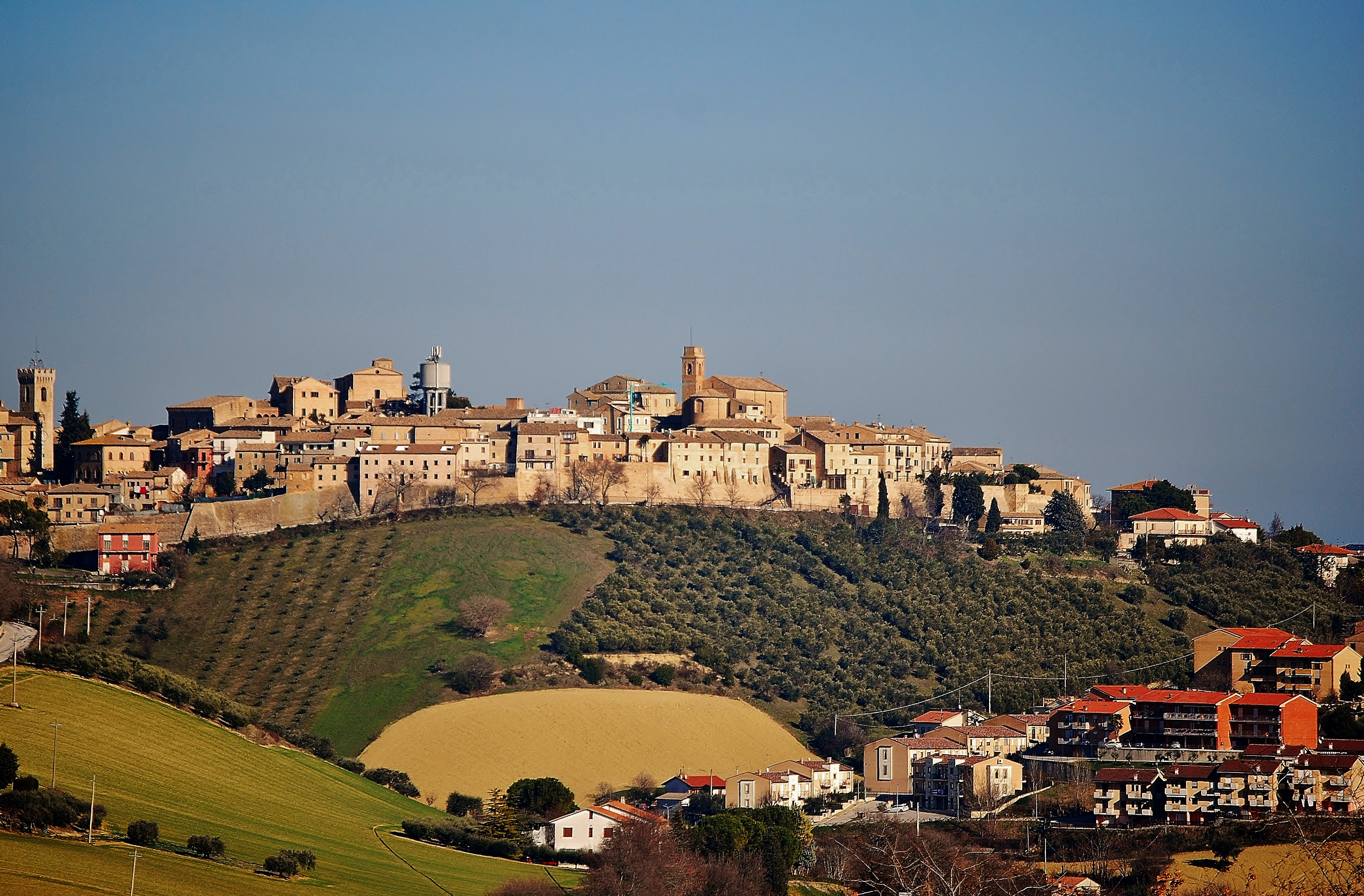
veduta di Montelupone
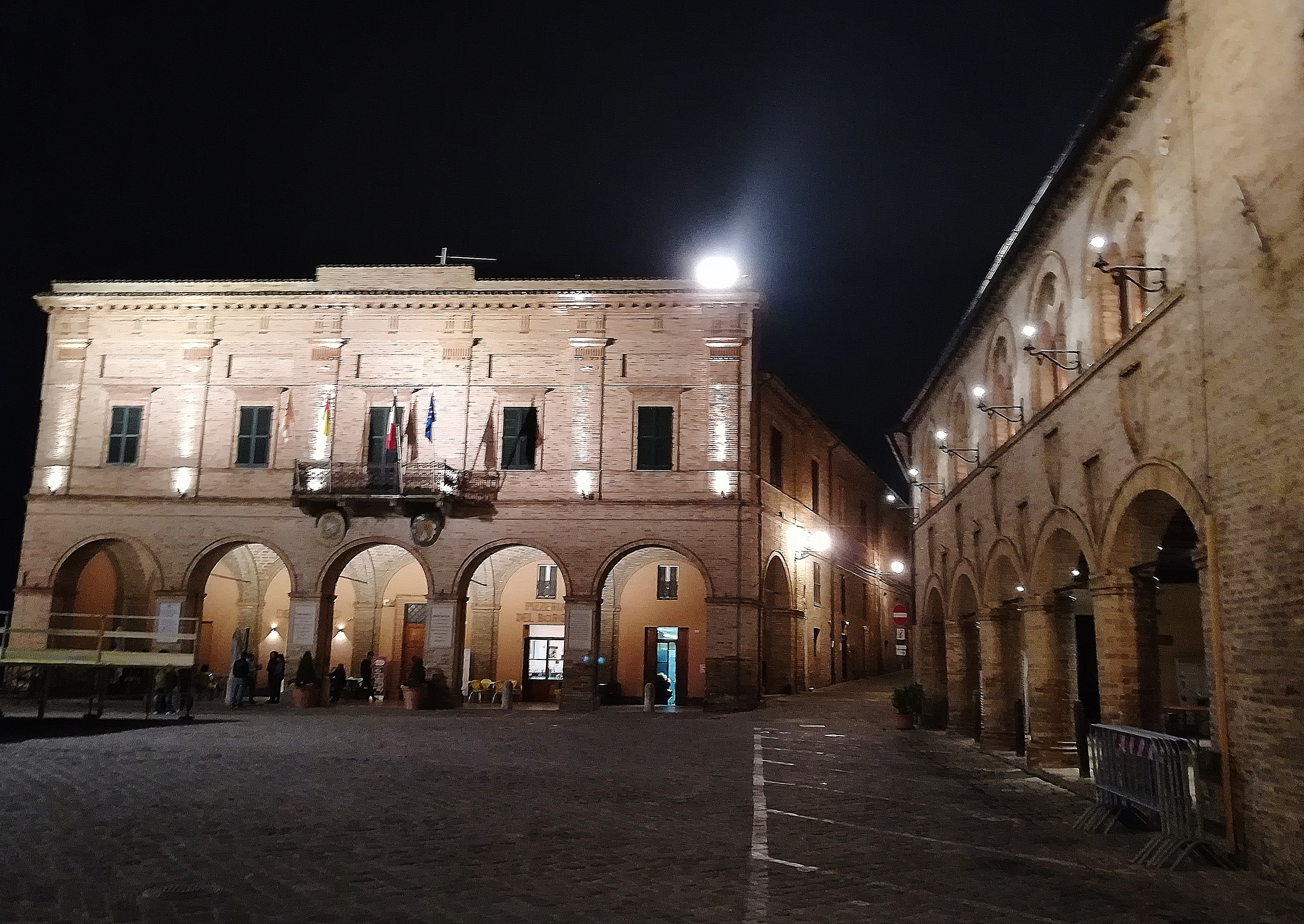
Piazza del Comune
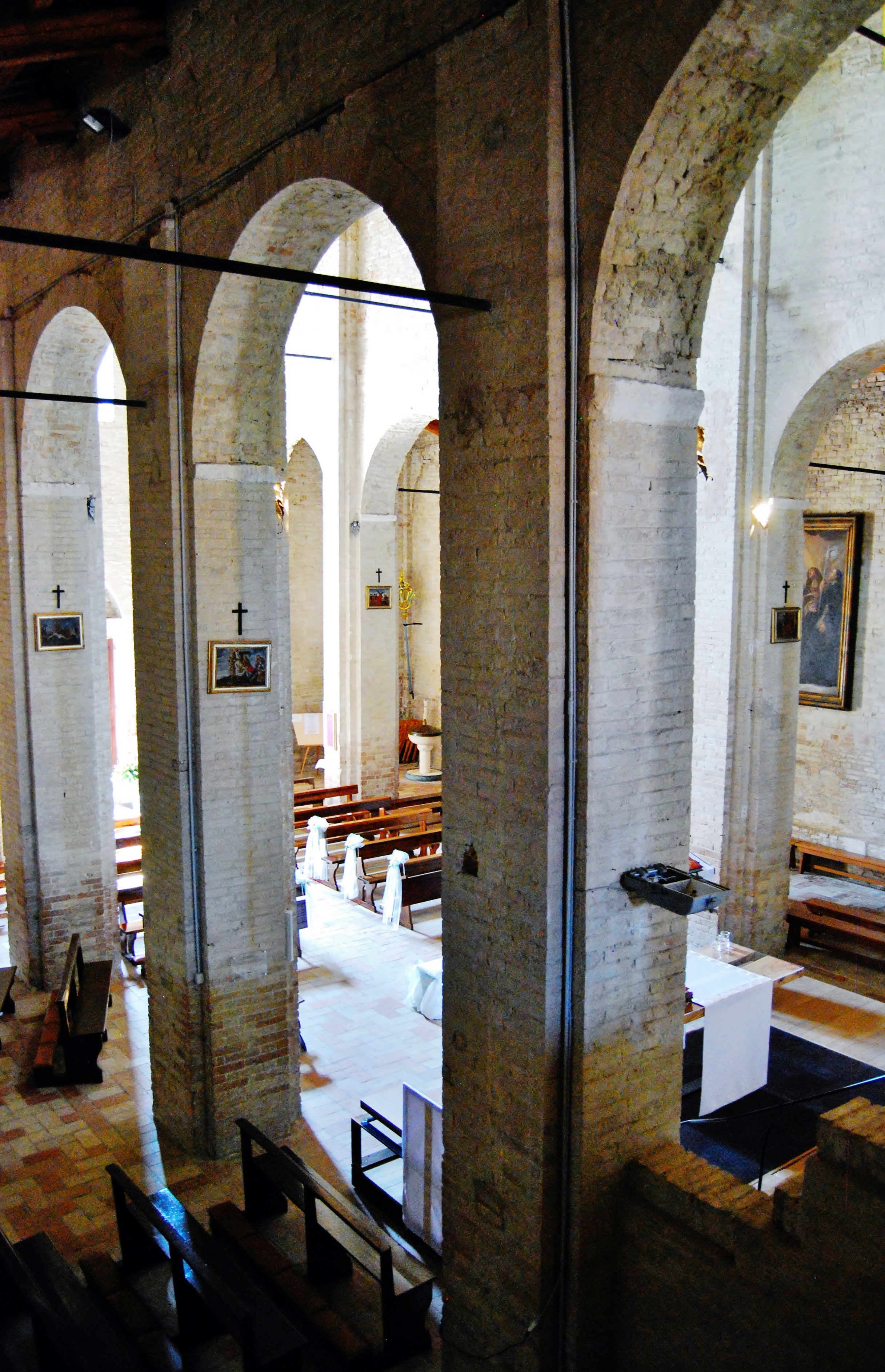
San Firmano - particolare dell' interno
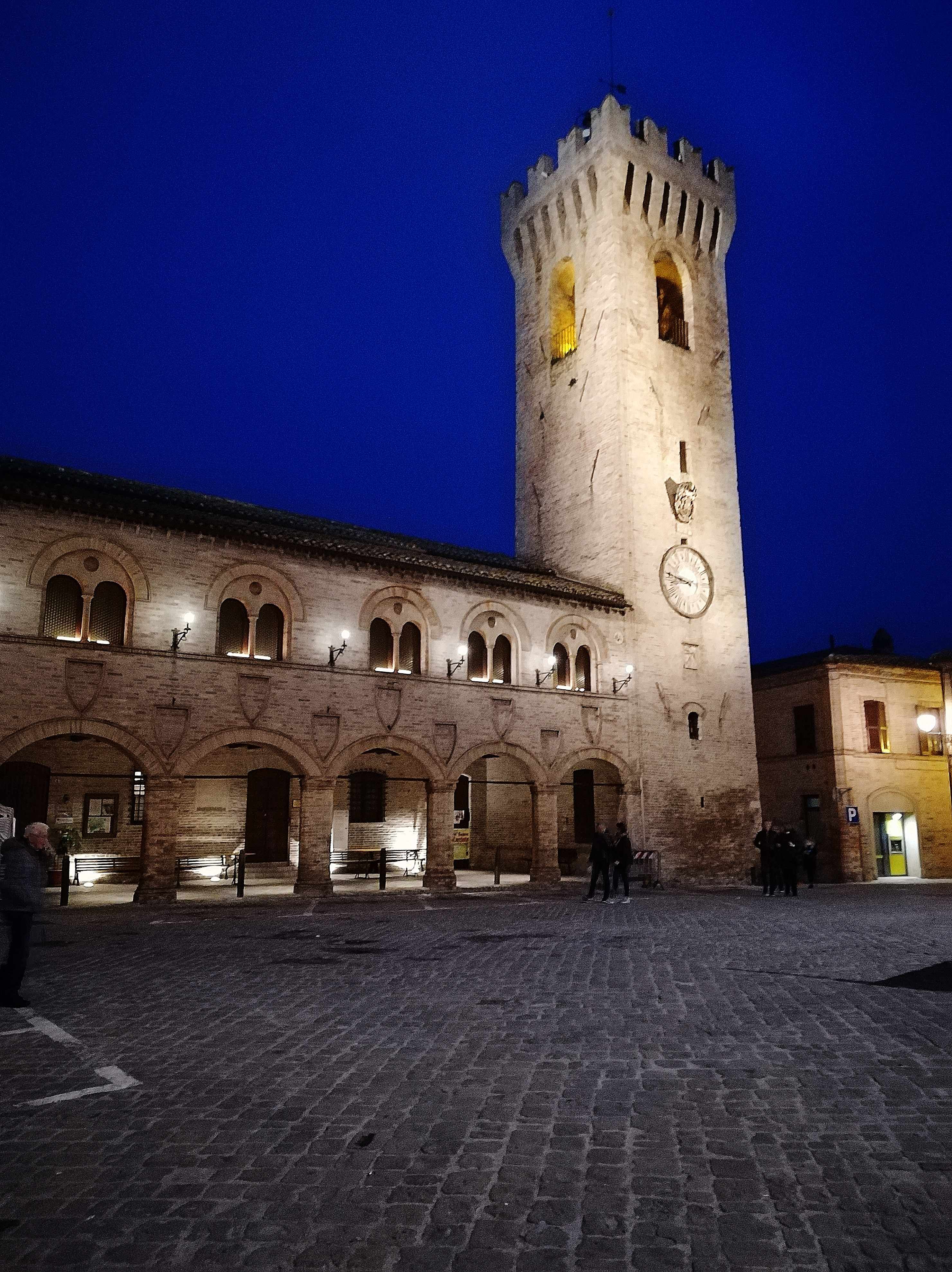
Palazzo del Podestà e Torre Civica
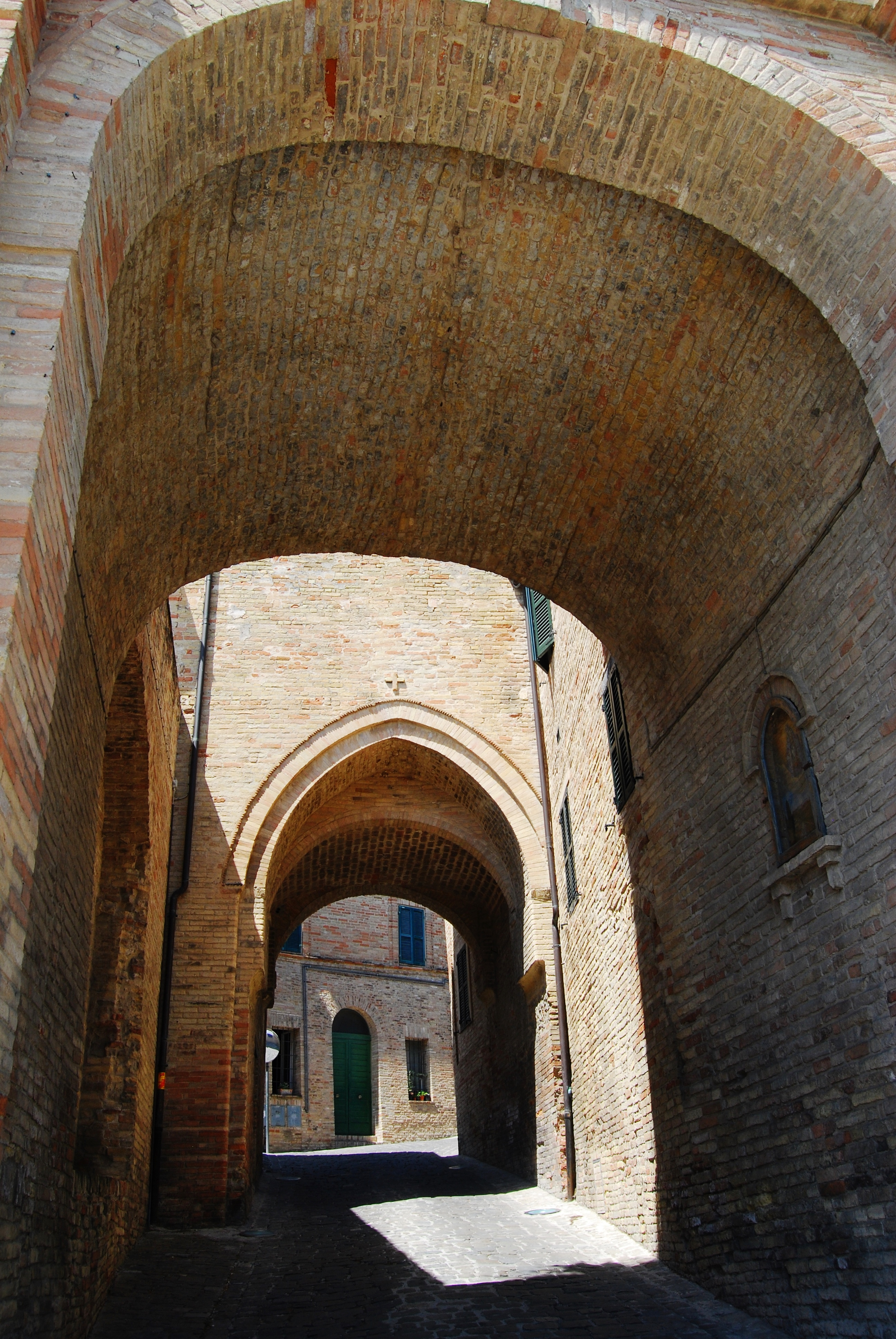
Porta Ulpiana